# Consejo escolar
Consejo escolar es el nombre que en distintos sistemas educativos se da a una institución colegiada cuyas funciones se extienden al control de la gestión de los centros escolares, teniendo su mayor nivel decisorio en cuestiones no estrictamente docentes, aunque su nivel competencial difiere según los países (por ejemplo, en los Estados Unidos los consejos escolares -distrito escolar- determinan incluso de qué manera se trata el evolucionismo o la sexualidad).
Suele componerse de miembros de la dirección de los centros (director, jefe de estudios), de la propiedad (en el caso de los centros privados) o de la administración (en el caso de los públicos -suele nombrarse a un representante del ayuntamiento-) y de los distintos sectores involucrados: representantes elegidos por los profesores, los alumnos, los padres de alumnos y el personal no docente o personal de administración y servicios, en distintas proporciones.